# Liste des noms latins des villes d'Asie
Cet article donne une liste de villes d'Asie ayant fait partie de l'Empire romain ou dont le nom latin apparait dans des documents historiques.

## Afghanistan
| Nom latin   | Nom français |
| ----------- | ------------ |
| Alexandreia | Herat        |
| Kabura      | Kaboul       |

## Anatolie(Turquie)
| Nom latin                                                  | Nom français                                    |
| ---------------------------------------------------------- | ----------------------------------------------- |
| Ancyra                                                     | Ankara                                          |
| Antiochia Mygdonia                                         | Nusaybin                                        |
| Antiochia ad Orontes                                       | Antakya                                         |
| Caesarea Mazaca                                            | Kayseri                                         |
| Dorylaeum                                                  | près de Eskişehir                               |
| Ephesus                                                    | Éphèse                                          |
| Flavias, Flaviopolis                                       | Kozan                                           |
| Halicarnassus¹                                             | Bodrum                                          |
| Heraclea Pontica                                           | Ereğli                                          |
| Hierapolis                                                 | Pamukkale                                       |
| Ilium                                                      | Troie                                           |
| Mopsuestia                                                 | Misis - Missis - Mamistra - Hadriana - Seleucia |
| Nicaea                                                     | Iznik                                           |
| Nicomedia¹                                                 | Izmit                                           |
| Ninica, Claudiopolis                                       | Mut                                             |
| Prusa, Brusa                                               | Bursa                                           |
| Seleucia Calycadnus, Seleucia Isauria, Seleucia Tracheotis | Silifke                                         |
| Trapezus                                                   | Trabzon                                         |

## Chypre
| Nom latin | Nom français       |
| --------- | ------------------ |
| Larnaca¹  | Larnaca            |
| Salamis¹  | Salamine de Chypre |

## Irak
| Nom latin | Nom français |
| --------- | ------------ |
| Arbela    | Erbil        |

## Israëlet/ouPalestine
| Nom latin          | Nom français                     |
| ------------------ | -------------------------------- |
| Aelia Capitolina   | Jérusalem - Ilea - Iliya (إلياء) |
| Antipatris         | Kfar Saba - Ras-el-Ain ???       |
| Hierosolyma (grec) | Jérusalem                        |
| Ptolémaïs (grec)   | Acre                             |

## Liban
| Nom latin     | Nom français |
| ------------- | ------------ |
| Arca Caesarea | Arqa         |
| Berytus       | Beyrouth     |
| Heliopolis    | Baalbek      |
| Tripolis      | Tripoli      |
| Tyrus         | Tyr          |

## Syrie
| Nom latin | Nom français |
| --------- | ------------ |
| Arados    | Tartous      |
| Balanae   | Baniyas      |
| Damascus  | Damas        |
| Emesa     | Homs         |
| Laodicea  | Lattaquié    |
| Tadmur    | Palmyre      |

## Yémen
| Nom latin                | Nom actuel | commentaires et références |
| ------------------------ | ---------- | --- |
| Arabia Felix (royaume ?) | Aden, عدن  | cité en grec dans le Périple... Eudaimôn Arabia ; royaume de Kitibaina (Qataban, Katabân) de Théophraste ? ; cf. Desanges 1988. |

## Inde
| Nom latin | Nom actuel             | commentaires et références                                                                                              |
| --------- | ---------------------- | --- |
| Muziris   | Cranganore (Kranganûr) | cité par Pline l'Ancien (HN, 6, 26, 104-105) Muzirim et la Table de Peutinger (segm 12, 5) Muziris ; cf. Desanges 1988. |